# Stéphane Lojkine
 (août 2022).
Pour les articles homonymes, voir Lojkine.
Stéphane Lojkine est un critique littéraire et professeur d'université français, né en 1966. Depuis 2008, Il enseigne la littérature française du XVIIIe siècle  à l’université d'Aix-Marseille.
Ses recherches portent principalement sur les rapports entre la littérature et les arts, pour lesquels il a développé, dans le cadre du séminaire La Scène à Toulouse, une théorie des dispositifs. Il dirige en ce sens Utpictura18, une base de données en ligne et un programme de recherche qui étudient les relations entre texte et image, du Moyen Âge au siècle des Lumières. En 2023, sous le label « IRV - Illustrer, Représenter, Voir - Projet Utpictura18 », ce programme a été retenu pour financement par la fondation A*Midex de l'université d'Aix-Marseille.
Depuis 2011, il développe à l'université d'Aix-Marseille un cours d'initiation à la French Theory, centré notamment sur l'étude des textes de Michel Foucault, Jacques Derrida et Jacques Lacan.
De 2015 à 2018, il a animé avec Alexis Nuselovici le web magazine La Parole aux humanités.

## Parcours académique
Stéphane Lojkine entre à l'École normale supérieure, section lettres en 1985.
Il est reçu à l'agrégation de lettres classiques en 1988.
Il obtient son doctorat en 1993 à l'université Paris VII avec une thèse intitulée Le dialogue et l'image : essai sur la poétique de Diderot dans les années 1760, sous la direction de Georges Benrekassa.
En 1998, il présente, à Paris VII également, une habilitation à diriger des recherches intitulée Image et subversion : esthétique et politique de la révolte dans la peinture et la littérature de l'âge classique.
Il enseigne comme maître de conférences à Toulouse et à Montpellier.
Depuis 2008, il est Professeur de littérature française du XVIIIe siècle à l’université d'Aix-Marseille
De 2011 à 2017, il était en outre directeur du Centre interdisciplinaire d’étude des littératures d'Aix-Marseille (CIELAM).
De janvier 2016 à mars 2024, il a dirigé la Fédération CRISIS, qui regroupait 10 unités de recherche au sein de la Faculté des lettres de l'Université d'Aix-Marseille, initiait et accompagnait des projets de recherche interdisciplinaires en arts, lettres, langues, philosophie et psychologie.

## La théorie des dispositifs
Jusque dans les années 1980, la recherche sur les Salons de Diderot était dominée par l'idée que Diderot a écrit ces textes pour des lecteurs qui n'avaient pas les œuvres sous les yeux, et donc que ces textes devaient être analysés distinctement des œuvres qu'ils présentaient,.
Dans sa thèse, Stéphane Lojkine propose au contraire  de lire ensemble le texte des Salons et les œuvres qu'ils présentent à partir de leur dispositif. L'étude du dispositif permet de comprendre comment, à partir de son expérience théâtrale vécue comme un échec (1757-1758), Diderot est passé à l'écriture des Salons, et de là, aux dialogues philosophiques. Ainsi, selon Stéphane Lojkine, derrière la variété des modalités d'écriture de Diderot, c'est un même dispositif est à l'œuvre, qui évolue et se perfectionne.

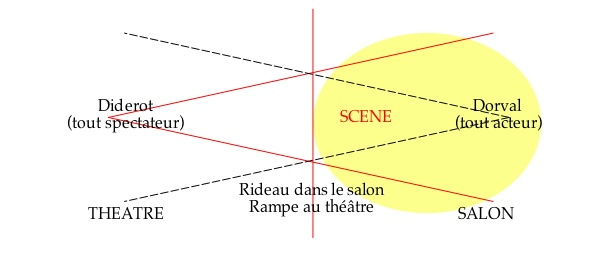
Dispositif scénique tel que Diderot le modélise dans Le Fils naturel, puis dans le discours De la poésie dramatique, avec la théorisation du 4e mur.

En élargissant la recherche à d'autres corpus de textes et en s'appuyant sur le matériau iconographique rassemblé dans la base de données Utpictura18, Stéphane Lojkine a développé au début des années 2000, avec Philippe Ortel et Arnaud Rykner, une théorie des dispositifs.
Les dispositifs de représentation se caractérisent par une disposition dans l'espace, à laquelle se superpose un système des regards et une organisation symbolique ; cette tripartition est inspirée de la théorie de l'écran, développé par Jacques Lacan dans Séminaire XI.
Stéphane Lojkine a d'abord développé sa théorie des dispositifs à partir de l'étude de la scène, et notamment de la scène de roman. Il faut comprendre ce terme de scène indépendamment du genre et du médium de la représentation : par scène, il entend le dispositif scénique, qui se caractérise essentiellement, selon cette théorie, par l'opposition entre un espace vague et un espace restreint, ou espace de la scène proprement dite. Stéphane Lojkine a ensuite étendu l'investigation à d'autres dispositifs, opposant notamment à la visibilité de la scène l'espace d'invisibilité de la chambre. Alors que la scène n'émerge guère de façon caractérisée en peinture qu'à la Renaissance et, dans la littérature française, qu'à la fin du XVIIe siècle, la chambre est un dispositif très ancien, qui connaît d'autre part un essor extraordinaire à partir de la deuxième moitié du XIXe siècle, avec le roman policier.
Mais ce ne sont pas là les deux seuls dispositifs de représentation existants : plus récemment, Stéphane Lojkine s'est intéressé aux dispositifs magistraux, qui au Moyen Âge représentent un maître enseignant à des élèves. Ces dispositifs ont joué un rôle essentiel dans la constitution du débat contradictoire, notamment autour de la prédication, et dans l'articulation politique de la représentation.

## Travaux

### Diderot
- Diderot et le temps, sous la dir. de S. Lojkine, A. Paschoud et B. Selmeci Castioni ; [avant-propos de Stéphane Lojkine, Adrien Paschoud et Barbara Selmeci Castioni], Aix-en-Provence, Presses universitaires de Provence, 2016, 324 p  (ISBN 979-1032000526).
- Le Goût de Diderot : Greuze, Chardin, Falconet, David... : [exposition présentée à Montpellier, Musée Fabre, 5 octobre 2013 - 12 janvier 2014, puis à Lausanne, Fondation de l'Hermitage, 7 février - 1er juin 2014], sous la direction de Michel Hilaire, Sylvie Wuhrmann, Olivier Zeder ; [auteurs Jérôme Farigoule, Guillaume Faroult, Stéphane Lojkine, et al.], Paris, Hazan, 2013  (ISBN 978-2754107167).
- « Du détachement à la révolte : philosophie et politique dans l’Essai sur les règnes de Claude et de Néron », Lieux littéraires / La Revue, n° 3, dir. Alain Vaillant,‎ 2001, p. 95-127 (lire en ligne)
- « Le matérialisme biologique du Rêve de D'Alembert », Littératures, n° 30, Toulouse, Presses universitaires du Mirail,‎ 1994, p. 27-49 (lire en ligne).

### Théorie des dispositifs
- Utpictura18, base de données iconographique, sous la dir. de Stéphane Lojkine.
- « Le vague de la représentation », Sprechen über Bilder Sprechen in Bildern : Studien Zum Wechselverhältnis Von Bild Und Sprache, dir. Lena Bader, Georges Didi-Huberman, Deutscher Kunstverlag,‎ 2015, p. 255-271 (lire en ligne)
- « Illustrations de l'utopie au XVIIIe siècle », dans Bronislaw Backo, Michel Porret, François Rosset, Dictionnaire critique de l'utopie au temps des Lumières, Chêne-Bourg, Suisse, Georg Editeur, 2016, 1400 p. (ISBN 978-2825710333, lire en ligne), p. 565-596
- « Le commerce de la peinture dans les Salons de Diderot », dans Jessica L. Fripp, Amandine Gorse, Nathalie Manceau et Nina Struckmeyer, Artistes, savants et amateurs : art et sociabilité au XVIIIe siècle (1715-1815), Paris, Editions Mare et Martin Arts, 2016, 296 p. (ISBN 979-1092054422, lire en ligne).
- « Iconologie de la Fable mystique : le retable de Gand à la lumière de Nicolas de Cues », dans Chantal Connochie-Bourgne, Jean-Raymond Fanlo, Fables mystiques. Savoirs, expériences, représentations, du Moyen Âge aux Lumières, Aix-en-Provence, Presses universitaires de Provence, 2016, 358 p. (ISBN 979-1032000465, lire en ligne), p. 13-25
- « Le goût de Diderot : une expérience du seuil », Recherches sur Diderot et sur l'Encyclopédie,‎ 2015, p. 45-59 (ISSN 1955-2416, lire en ligne)
- L’Œil révolté : les "Salons" de Diderot, Paris, J. Chambon, 2007  (ISBN 978-2742772513).
- Image et subversion, Paris, J. Chambon, 2005  (ISBN 978-2877112932).
- « Brutalités invisibles : vers une théorie du récit », Brutalité et représentation, dir. Marie-Thérèse Mathet, L'Harmattan, « Champs visuels »,‎ 2006 (lire en ligne)
- « Parodie et pastiche de Poe et de Conan Doyle dans Le Mystère de la chambre jaune de Gaston Leroux », Poétiques de la parodie et du pastiche de 1850 à nos jours, éd. C. Dousteyssier-Khoze & F. Place-Verghnes,‎ 2006 (lire en ligne)
- La Scène de roman, Paris, Armand Colin, 2002, 256 p. (ISBN 978-2200261115, lire en ligne)
- L'Écran de la représentation, Texte et Image, Groupe de Recherche à l'École Normale Supérieure [et] L.L.A., Équipe de recherche Lettres, Langages et Arts à l'Université de Toulouse-Le Mirail, sous la dir. de S. Lojkine, Toulouse, Editions universitaires du Sud, 2000, rééd. L'Harmattan, 2001  (ISBN 9782747515160).
- « Bacchanale et rire des dieux dans la peinture de Rubens : à propos d’un dessin de Silène et Églé », dans Rire des dieux, Clermont-Ferrand, Presses universitaires Blaise-Pascal, 2000 (ISBN 978-2845161320, lire en ligne), p. 151-161.
- « Le Fils naturel, de la tragédie de l’inceste à l’imaginaire du continu », dans Diderot, l’invention du drame, Klincksieck, 2000 (lire en ligne), p. 113-139.
- Détournements de modèles, sous la dir. de S. Lojkine, Toulouse, Éditions universitaires du sud, 1998  (ISBN 978-2722700710).
- Le Dialogue et l'image : essai sur la poétique de Diderot dans les années 1760, thèse de doctorat sous la dir. de G. Benrekassa, Lille, Atelier national de Reproduction des Thèses, 1993.

### French theory
- (de) « Dispositiv bei Derrida, Foucault, Lacan. Emergenz eines Begriffs », dans Andrea Allerkamp, Pablo Valdivia Orozco, Sophie Witt, Gegen/Stand der Kritik, Zürich-Berlin, Diaphanes, 2015 (ISBN 978-3037347621)
- « De la chaîne signifiante à l'entrelacs du visible : le Séminaire XI de Lacan - Cours d’initiation à la french theory », sur Utpictura18 Critique et théorie - Université Aix-Marseille, avril 2012 (consulté le 1er novembre 2015)

### Éditions de textes
- Paradoxe sur le comédien, Denis Diderot, Stéphane Lojkine (introduction et notes), Georges Benrekassa (préf.), Paris, A. Colin, 1992  (ISBN 978-2200313111).
- Lettres angloises ou Histoire de Miss Clarisse Harlove, texte établi par Benoît Tane, introduction et notes de Stéphane Lojkine, PU Laval, 2008,  (ISBN 978-2763784991).

### Autres sujets
- Sources et postérités de "La Nouvelle Héloïse" de Rousseau : le modèle de Julie, textes recueillis par G. Goubier et S. Lojkine, Paris, Desjonquères, 2012  (ISBN 978-2843211393).
- Fictions de la rencontre : "Le Roman comique" de Scarron, sous la direction de Stéphane Lojkine et de Pierre Ronzeaud, Aix-en-Provence, Presses universitaires de Provence, 2011  (ISBN 978-2853997881).
- « Le décentrement matérialiste du champ des connaissances dans l’Encyclopédie », Recherches sur Diderot et sur l'Encyclopédie,‎ 1999, p. 65-84 (lire en ligne).